# Cabimas
Cabimas es una ciudad venezolana ubicada en el estado Zulia, en la costa este del lago de Maracaibo. Es la capital del municipio del mismo nombre. Se posiciona como la segunda ciudad más grande y poblada del estado y decimotercera en el país. Ha sido tradicionalmente un importante centro económico venezolano por su producción de petróleo.
En la actualidad ha confirmado una aglomeración urbana con Ciudad Ojeda y Tia Juana, llegando albergar así 642 722 Habitantes

## Toponimia
Hay una hipótesis de que el nombre Cabimas fue otorgado por los frailes a los indígenas de ese territorio. Ignoraban el idioma y cultura de los aborígenes, y les daban nombres de árboles locales a las tribus, como Cabimas, Onotos y Cocinas. No hay certeza de cómo se llamaban a sí mismos. Cabima es una voz indígena de origen caribeño, con la cual se designa en Venezuela a un árbol conocido con el nombre de copaiba o cabima (Copaifera officinalis Harms y Pittier, variedad laxa Xena y Arroyo), de cuyo tronco se extrae un aceite que tiene usos medicinales, y es conocido como bálsamo de copaiba, árbol de Cabimas, palo de aceite o aceite de palo.

## Historia
Sobre la historia de su fundación, hasta la fecha no hay nada completamente definido por parte de los historiadores de la región. Sin embargo, hasta la fecha es aceptable que su historia se remonta a los aborígenes que habitaban originalmente esta región de la costa oriental del lago. La zona ha estado habitada por al menos 2000 años, según hallazgos realizados en el Balcón de José, ubicado en el municipio Santa Rita. Los indígenas eran cazadores-recolectores y vivían en campamentos semipermanentes. Para determinar si estos asentamientos eran contemporáneos entre sí o si fueron ocupaciones sucesivas, se requerirían investigaciones tales como la comparación de cerámicas y utensilios. Los aborígenes que habitaban la región eran de la tribu de los caquetíos, que vivían en palafitos y extraían la resina del árbol de Cabimas (Copaifera officinalis), que tenía propiedades medicinales. También hacían uso del aceite que manaba de la tierra, al que llamaban mene. Los caquetíos eran una tribu de la cultura arawak, y llamaban Coquivacoa al Lago de Maracaibo. Se han encontrado petroglifos en la Parroquia Germán Ríos , restos de asentamientos en la Parroquia Arístides Calvani y entierros indígenas en una zona conocida como La Misión.[cita requerida]
En el antiguo asentamiento de Cabimas, un grupo de frailes capuchinos fundó, en 1758, un poblado de duración efímera llamado Misión de San Ambrosio de Punta de Piedra. De este poblado, ubicado en el sector actualmente conocido como «La Misión», han quedado restos arqueológicos, pero ninguna ruina. Esto consta de las memorias de la visita del obispo de Venezuela Mariano Martí a la población en 1771. Posteriormente el poblado se desarrolló como un puerto pesquero a orillas del Lago de Maracaibo, con menos de un millar de habitantes.[cita requerida]
A principios del siglo XX, ocurrió el descubrimiento del petróleo en la zona, con la perforación del pozo Santa Bárbara (R2) en 1917 por parte de la empresa Venezuelan Oil Concessions (VOC). Sin embargo, fue el pozo «Los Barrosos 2» (R4) perforado en 1922 —en cuyo reventón se liberaron 100 000 barriles por día de petróleo— el que atrajo la atención mundial hacia la población, originando una auténtica refundación de Cabimas en 1931, cuando comenzó la creación de campos petroleros para las concesiones de extracción de petróleo cedidas a empresas estadounidenses y holandesas por el dictador Juan Vicente Gómez.[cita requerida]

### Colección de la Misión de Punta de Piedras
Los indígenas se enterraban en vasijas de barro con las rodillas en el pecho. Fabricaban además vasijas con figuras de animales e imágenes antropomorfas. Practicaban la cestería y el hilado de algodón. Practicaban una agricultura de tala y quema, y cultivaban maíz, yuca y tabaco. También, se dedicaban a la caza y recolección: conejos, dantas, báquiros (jabalíes), lapas y la pesca de especies locales, como la curbina, el bagre, el bocachico, y crustáceos como cangrejos azules, camarones y pequeñas almejas (guacuco).

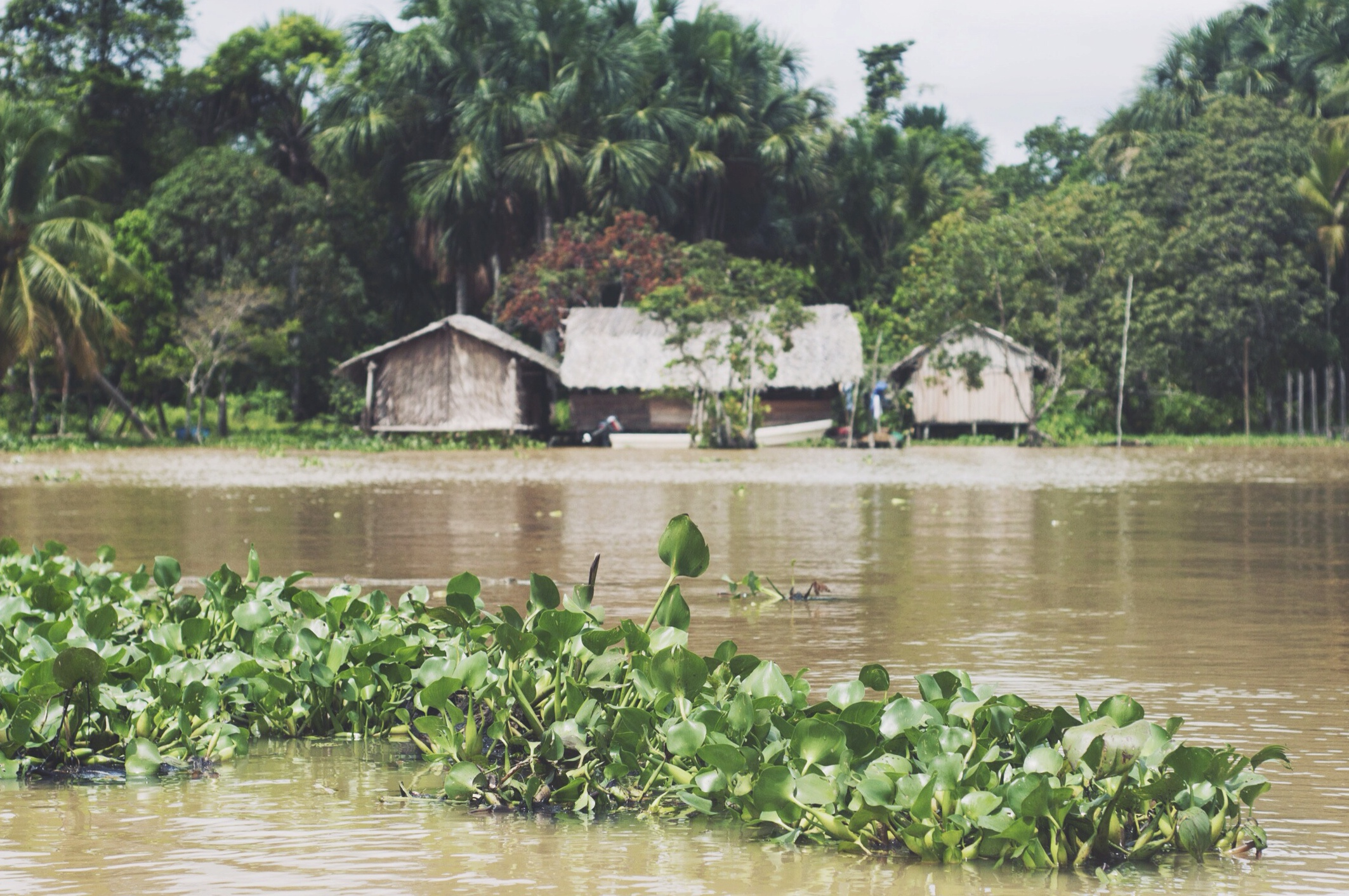
Palafitos.

Los indígenas de Cabimas se mestizaron o emigraron, y su cultura desapareció. Los últimos palafitos permanecieron hasta la década de 1980 frente a la zona conocida como Puerto Azul, ubicada al norte de la ciudad. De ellos, solo queda uno, ubicado en el sector Las Tierritas, al lado del muelle de los guardacostas, detrás de la plaza Bolívar, y fue declarado patrimonio histórico del municipio Cabimas en el 2008.[cita requerida]
Futuras investigaciones podrían arrojar luz sobre la cultura y el modo de vida de los pueblos indígenas que habitaron la región. Algunos vestigios arqueológicos hallados pueden apreciarse en el Museo Arqueológico de Cabimas, ubicado en la Casa de la Cultura de esta ciudad.
Aún quedan por resolver interrogantes importantes, como si los asentamientos eran temporales o permanentes, y si existían vías de comunicación indígenas además de la lacustre. Las investigaciones sobre los primeros pobladores de Cabimas comenzaron en el año 1990.[cita requerida]
Algunos investigadores argumentan que Simón Bolívar estuvo cerca de esta ciudad en un sitio conocido como El Balcón de Lola, una casa antigua ubicada en la población vecina de Santa Rita. Durante los trabajos de restauración y excavaciones arqueológicas (2008), se determinó que la casa se construyó a finales del siglo XIX, por lo que Simón Bolívar no pudo haber pernoctado allí, como decía una teoría. Sin embargo, bajo el suelo se hallaron alfarería y herramientas indígenas del siglo I. Existe además un museo privado en el municipio Lagunillas, donde también existen artefactos indígenas. Los cronistas no hacen referencias directas a las tribus indígenas en la zona de Cabimas; sin embargo, aparece marcada en un mapa de los pueblos indígenas de 1579.[cita requerida]

## Sectores

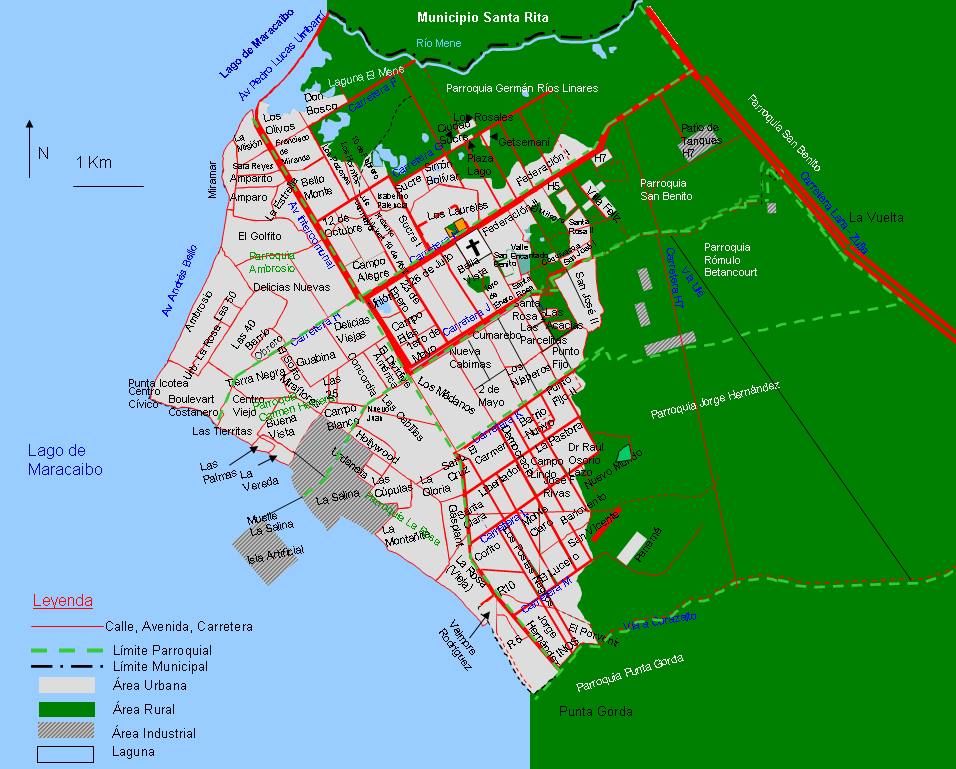
Mapa de la ciudad de Cabimas. Sólo se muestran las calles principales y las que sirven de límite a los sectores. Existen muchas otras calles secundarias.

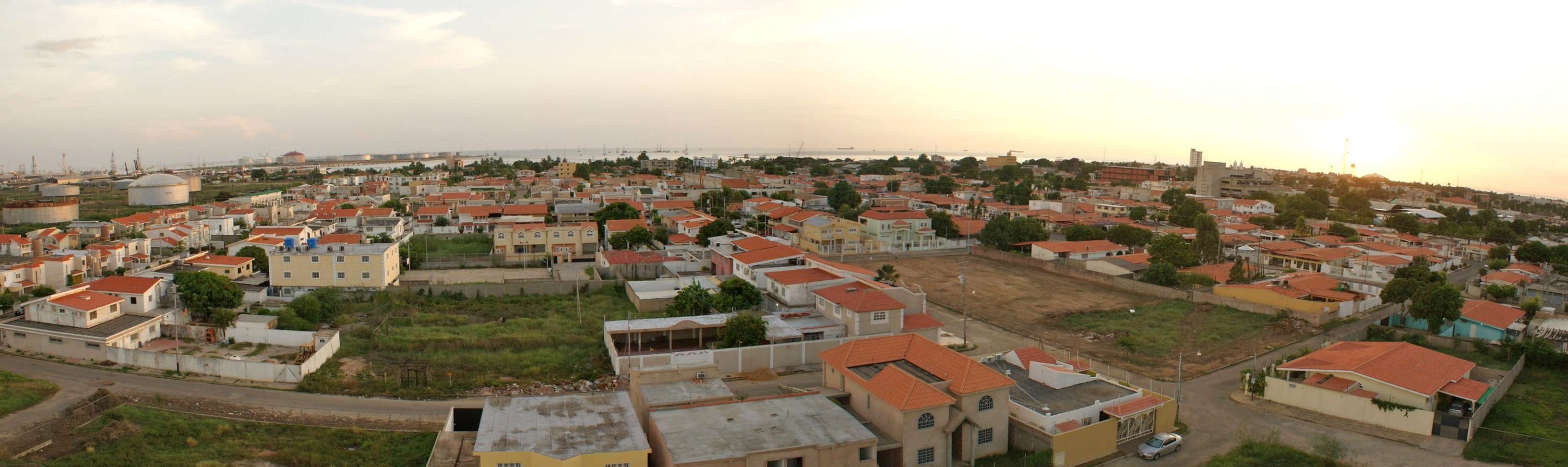
Panorámica de Cabimas hacia el oeste, sector Buena Vista.

La ciudad de Cabimas abarca siete de las nueve parroquias del municipio Cabimas. Estas parroquias forman el perímetro urbano de la ciudad. Las tres del oeste: Ambrosio, Carmen Herrera y La Rosa están totalmente urbanizadas y limitan con el lago de Maracaibo. Se cree que, gracias a su desarrollo, la parroquia Punta Gorda se sumará próximamente a la ciudad. Las cuatro del este: Germán Ríos Linares, San Benito, Rómulo Betancourt y Jorge Hernández aún se están urbanizando, y están incorporando nuevos sectores al perímetro de la ciudad. Los sectores están distribuidos de la siguiente forma:
| Parroquia                     | Sectores |
| ----------------------------- | --- |
| Parroquia Ambrosio            | La Misión • Ambrosio • Sara Reyes • Amparito • El Amparo • La Estrella • Miramar • Barrio Las Malvinas •El Golfito • Delicias Nuevas • Las 40s • Las 50s • Barrio Obrero • Urbanización La Rosa • Punta Icotea |
| Parroquia Carmen Herrera      | Delicias Viejas • Guabina • Miraflores • El Solito • Las 25 • Concordia • América • El Dividive • Campo Blanco • Tierra Negra • Campo Refinería o El Campito • Buena Vista • Barrio La Vereda • Las Palmas Campo Staff • Las Tierritas • Centro Viejo (Cabimas) |
| Parroquia La Rosa             | La Montañita (Cabimas) • Barrio La Rosa • Nuevo Juan • Las Cabillas • Gasplant • Campo Hollywood • Las Cúpulas • Campo Urdaneta • La Gloria (Cabimas)• Valmore Rodríguez |
| Parroquia Germán Ríos Linares | Los Olivos (Cabimas) • Don Bosco (Cabimas) • Francisco de Miranda (Cabimas) • Bello Monte (Cabimas) • Barrio Campo Alegre • Barrio 12 de Octubre • Barrio 19 de Abril • Barrio Getsemaní • Los Rosales • Plaza Lago • Ciudad Sucre (Cabimas) • Barrio Simón Bolívar • Barrio Sucre • Barrio Federación • Los Hornitos • Los Pozones • Urbanización Los Laureles • Barrio 10 de Febrero (Monte Verde) • Barrio Isabelino Palencia • Barrio Luis Fuenmayor • Barrio Roberto Lückert |
| Parroquia San Benito          | Barrio Campo Elías • Barrio Unión • Barrio 23 de Enero • Barrio 1.º de Mayo • Barrio 26 de Julio • Bella Vista • Barrio 1.º de enero • Santa Rosa • 1.º de Enero • Urbanización San Benito • Valle Encantado • El Milagro • Barrio H5 • Santa Rosa II • Barrio Federación II • Barrio San José I • Villa Feliz • H7 |
| Parroquia Rómulo Betancourt   | Los Médanos • Nueva Cabimas • Nueva Rosa • Barrio 2 de Mayo • Barrio Las Parcelitas • Barrio Los Nísperos • Barrio Punto Fijo • Barrio San José II • Urbanización Las Acacias • Barrio Cumarebo |
| Parroquia Jorge Hernández     | Barrio Santa Cruz •Barrio El Carmen •Barrio Democracia •Barrio Nuevo •La Pastora•Barrio Punto Fijo III •Barrio Punto Fijo II • Santa Clara •Barrio Libertador •Campo Lindo •Barrio José Félix Rivas •Dr Raúl Osorio Lazo •Corito •Los Postes Negros •Monte Claro • Barlovento •Barrio Nuevo Mundo • R10 • R5 •El Lucero • R1 • Jorge Hernández • Barrio INOS • El Porvenir • Barrio San Vicente • Panamá • Encrucijada Las 5 Bocas•Sector El Pringamozal                          |

## Población e infraestructura
El desarrollo y la transformación de la ciudad estuvieron condicionados a la extracción del petróleo. Las principales avenidas (F, G, H, J, K, L, 31,32,33 y 34, entre otras) se nombraron siguiendo un sistema de coordenadas elaborado por la empresa petrolera Shell para ubicar sus pozos.
Cabimas se pobló con personas provenientes de distintas regiones de Venezuela, y sobre todo con inmigrantes de los estados orientales, andinos y del Estado Falcón. Un sector fundado por falconianos recibió el nombre de «Corito». Otros sectores se nombraron según actividades petroleras, como carreteras con nombres de pozos (R5, R10) u obras de infraestructura (Gasplant).
La ciudad se organizó en Campos Petroleros (Las 40s, Las 50s, Concordia, Hollywood, Campo Blanco, Campo Staff —después, nombrado Las Palmas—, Las Cúpulas), alrededor de los cuales se asentaron los inmigrantes, por lo que la ciudad creció desordenadamente. También, fue poblada por inmigrantes extranjeros: sirios, libaneses, japoneses, chinos, italianos, españoles, portugueses y griegos, que dieron forma y ocupan la mayor parte del comercio local.[cita requerida]

## El primer sindicato de Venezuela
Además de haber sido siempre pilar de la economía venezolana por su producción de petróleo, la contribución más destacada de Cabimas a la historia del país fue la fundación del primer sindicato de Venezuela: el Sindicato de Obreros y Empleados Petroleros (SOEP), que todavía funciona en la misma sede desde 1936.[cita requerida]

## Geografía

### Clima
El clima es muy caluroso, con temperaturas de más de 30 °C durante todo el año y con presencia de una elevada humedad. La combustión de gas natural de los pozos petroleros produce grandes cantidades de dióxido de carbono (CO2), lo cual ocasiona un efecto invernadero, que hace de Cabimas un sitio más caliente que Maracaibo. El clima es seco la mayor parte del año, y durante la temporada de mayores lluvias —entre agosto y diciembre— caen fuertes chubascos.
El efecto invernadero hace los días nublados más calurosos que los soleados, ya que el CO2 no deja escapar el calor a la atmósfera. La temperatura media es 28.5 °C.
| Parámetros climáticos promedio de Cabimas, Venezuela                    | Parámetros climáticos promedio de Cabimas, Venezuela | Parámetros climáticos promedio de Cabimas, Venezuela | Parámetros climáticos promedio de Cabimas, Venezuela | Parámetros climáticos promedio de Cabimas, Venezuela | Parámetros climáticos promedio de Cabimas, Venezuela | Parámetros climáticos promedio de Cabimas, Venezuela | Parámetros climáticos promedio de Cabimas, Venezuela | Parámetros climáticos promedio de Cabimas, Venezuela | Parámetros climáticos promedio de Cabimas, Venezuela | Parámetros climáticos promedio de Cabimas, Venezuela | Parámetros climáticos promedio de Cabimas, Venezuela | Parámetros climáticos promedio de Cabimas, Venezuela | Parámetros climáticos promedio de Cabimas, Venezuela |
| Mes                                                                     | Ene.                                                 | Feb.                                                 | Mar.                                                 | Abr.                                                 | May.                                                 | Jun.                                                 | Jul.                                                 | Ago.                                                 | Sep.                                                 | Oct.                                                 | Nov.                                                 | Dic.                                                 | Anual                                                |
| ----------------------------------------------------------------------- | ---------------------------------------------------- | ---------------------------------------------------- | ---------------------------------------------------- | ---------------------------------------------------- | ---------------------------------------------------- | ---------------------------------------------------- | ---------------------------------------------------- | ---------------------------------------------------- | ---------------------------------------------------- | ---------------------------------------------------- | ---------------------------------------------------- | ---------------------------------------------------- | ---------------------------------------------------- |
| Temp. máx. abs. (°C)                                                    | 36.1                                                 | 34.9                                                 | 39.5                                                 | 43.0                                                 | 44.0                                                 | 40.4                                                 | 42.6                                                 | 41.3                                                 | 40.0                                                 | 38.1                                                 | 36.4                                                 | 36.3                                                 | 44.0                                                 |
| Temp. máx. media (°C)                                                   | 31.1                                                 | 31.8                                                 | 33.1                                                 | 35.3                                                 | 35.0                                                 | 34.2                                                 | 35.1                                                 | 34.9                                                 | 33.6                                                 | 32.6                                                 | 32.4                                                 | 32.5                                                 | 33.5                                                 |
| Temp. media (°C)                                                        | 26.4                                                 | 26.8                                                 | 28.1                                                 | 30.4                                                 | 30.0                                                 | 29.5                                                 | 30.1                                                 | 29.9                                                 | 28.3                                                 | 27.7                                                 | 27.4                                                 | 26.9                                                 | 28.5                                                 |
| Temp. mín. media (°C)                                                   | 21.7                                                 | 21.8                                                 | 24.1                                                 | 24.8                                                 | 25.1                                                 | 24.9                                                 | 25.2                                                 | 24.9                                                 | 24.6                                                 | 24.1                                                 | 22.5                                                 | 21.9                                                 | 23.8                                                 |
| Precipitación total (mm)                                                | 5                                                    | 3                                                    | 5                                                    | 30                                                   | 66                                                   | 56                                                   | 25                                                   | 61                                                   | 87                                                   | 120                                                  | 71                                                   | 18                                                   | 547                                                  |
| Días de lluvias (≥ 1 mm)                                                | 1                                                    | 0.5                                                  | 1                                                    | 5                                                    | 9                                                    | 9                                                    | 3                                                    | 6                                                    | 10                                                   | 13                                                   | 9.5                                                  | 4                                                    | 71                                                   |
| Horas de sol                                                            | 270                                                  | 253                                                  | 269                                                  | 301                                                  | 290                                                  | 292                                                  | 288                                                  | 270                                                  | 275                                                  | 239                                                  | 243                                                  | 259                                                  | 3249                                                 |
| Fuente n.º 1: The Weather Channel Interactive, Inc. 27 de junio de 2015 |                                                      |                                                      |                                                      |                                                      |                                                      |                                                      |                                                      |                                                      |                                                      |                                                      |                                                      |                                                      |                                                      |
| Fuente n.º 2: INAMEH: Reporte de estación climatológica, Zulia.         |                                                      |                                                      |                                                      |                                                      |                                                      |                                                      |                                                      |                                                      |                                                      |                                                      |                                                      |                                                      |                                                      |

### Relieve
Es principalmente llano, con algunas notables depresiones que eran el sitio de antiguas lagunas. Estas lagunas se drenaron, para dar paso a urbanizaciones como Los Laureles, la más habitada, Guavina, las 40s y la «Bajaíta del Tuerto Teófilo». Un sector de Guavina todavía conserva el antiguo nombre de «El Ciénego».[cita requerida]
El suelo de la ciudad está formado por depósitos aluvionales y muy pocas rocas, lo cual hace que las carreteras se erosionen y cedan fácilmente durante la temporada de lluvias, produciendo los baches o «huecos»; aunque algunas veces ocurre, por los grandes problemas de drenajes que presenta la ciudad

## Economía
La principal actividad económica la constituye la industria petrolera, desde el descubrimiento del pozo "Barroso 2" (R4), en 1922, que ciertamente fue el pozo que dio a conocer a Venezuela como una gran referencia de potencial petrolero en el mundo. A la fecha de este artículo, el Campo La Rosa, en tierra, y La Salina, en el Lago, son campos maduros que producen crudo mediano/pesado de la Formación La Rosa, del Mioceno. El campo La Rosa pasó a ser, en el 2006, la asociación estratégica Petrocabimas, con un 60 % de las acciones para la empresa estatal PDVSA y 40 por ciento para la operadora nacional Suelopetrol. Esta última manejó el campo en concesión desde el 2001. Entre 1996 y el 2001, el convenio fue manejado por la empresa alemana Preussag Energie.[cita requerida]
Cabimas no posee infraestructura para el manejo y procesamiento del gas natural, por lo que el gas que producen sus pozos se ha desperdiciado durante décadas, incinerado con equipos de venteo. Existe el proyecto de construir un complejo criogénico en la cercanía de Ulé.[cita requerida]
El comercio es otra actividad de Cabimas, y hay grandes almacenes fundados y manejados por inmigrantes de la Europa mediterránea, Oriente Medio y Colombia. Existe actividad pesquera, pero se ha visto perjudicada por los crecimientos de la denominada lenteja acuática (Lemna sp.) en el lago de Maracaibo, la contaminación ambiental y la inseguridad.[cita requerida]
Existen algunas fábricas de artículos como bolsas plásticas y otros. En el municipio, existe una zona industrial muy bien preparada, pero que aún no está en funcionamiento. En las zonas rurales, como la Parroquia Arístides Calvani, se realiza la agricultura de árboles frutales y la ganadería. Cabimas es la sede de la Asociación de Ganaderos del Este del Lago (AGEL).[cita requerida]
El Municipio Cabimas también se caracteriza por tener una gran cantidad de establecimientos para la venta de repuestos para automóviles.[cita requerida]
También, posee embotelladoras de agua potable y numerosos manantiales, ubicados en la parroquia Aristides Calvani; específicamente, en Curazaito y La Mesa.

## Sector salud

### Públicos
Con más de 50 años de servicio, existe el Hospital General de Cabimas, nombrado para honrar al doctor Adolfo D'Empaire, ubicado en las orillas del lago, en la avenida Andrés Bello de Ambrosio. Atiende a la costa oriental del lago, parte de Falcón, parte de Lara y parte de Trujillo.[cita requerida]

### Privados
- Centro Médico de Cabimas, S.A. (fundado en 1956).
- Hospital Privado El Rosario (Carretera K, entre los sectores Las Cabillas y La Gloria).
- Centro Clínico Cabimas (calle Carabobo, Delicias Nuevas).
- Centro de Especialidades Odontológicas de Cabimas (CEOCA) (Campo Staff, al lado del Colegio Mundo de los Niños).
- Instituto Médico Odontológico "Dr. Alfonso Reinoso" (Campo Staff).
- Clínica GORICA (Campo Staff).
- Clínica Campo Elías.

## Lugares de interés
- Sindicato de Obreros y Empleados Petroleros (SOEP) de Cabimas: en la calle El Rosario; fundado en 1936 por Jorge Hernández, fue el primer sindicato de Venezuela.
- Plaza El Barroso: en la avenida Intercomunal, Sector Gasplant, entre las carreteras K y L. Fue el pozo que mostró el potencial del campo La Rosa, reventó en diciembre de 1922, con 100 000 barriles de petróleo por día. A la fecha de este artículo, se encuentra inactivo, y tiene un equipo de bombeo mecánico (balancín) como monumento.
- Plaza El León y la Cruz: Ubicada en el Sector Ambrosio, a pocos metro del Colegio Virgen del Rosario, es una de las plazas preferidas entre los cabimenses, gracias a su variada flora.
- Los bohíos de Noé, situados en el distribuidor «El Rosario», conocido popularmente como La entrada, son uno de los lugares preferidos por los habitantes del municipio, debido al refrescante viento que sopla sobre el lago.
- Costa Mall: en la avenida Intercomunal, Sector Punta Gorda, es el centro de compras y entretenimiento de las familias de la costa oriental del lago.[cita requerida]

### Edificios religiosos
- Catedral de Nuestra Señora del Rosario, en la esquina de avenida Independencia y calle Miranda. Allí, se encuentra la imagen de la Virgen del Rosario, patrona de Cabimas, y también la imagen de San Benito de Palermo, que marcha en procesión el 27 de diciembre y el 6 de enero de todos los años. La catedral es sede de la diócesis de Cabimas, y es la iglesia más antigua de la ciudad.[cita requerida]

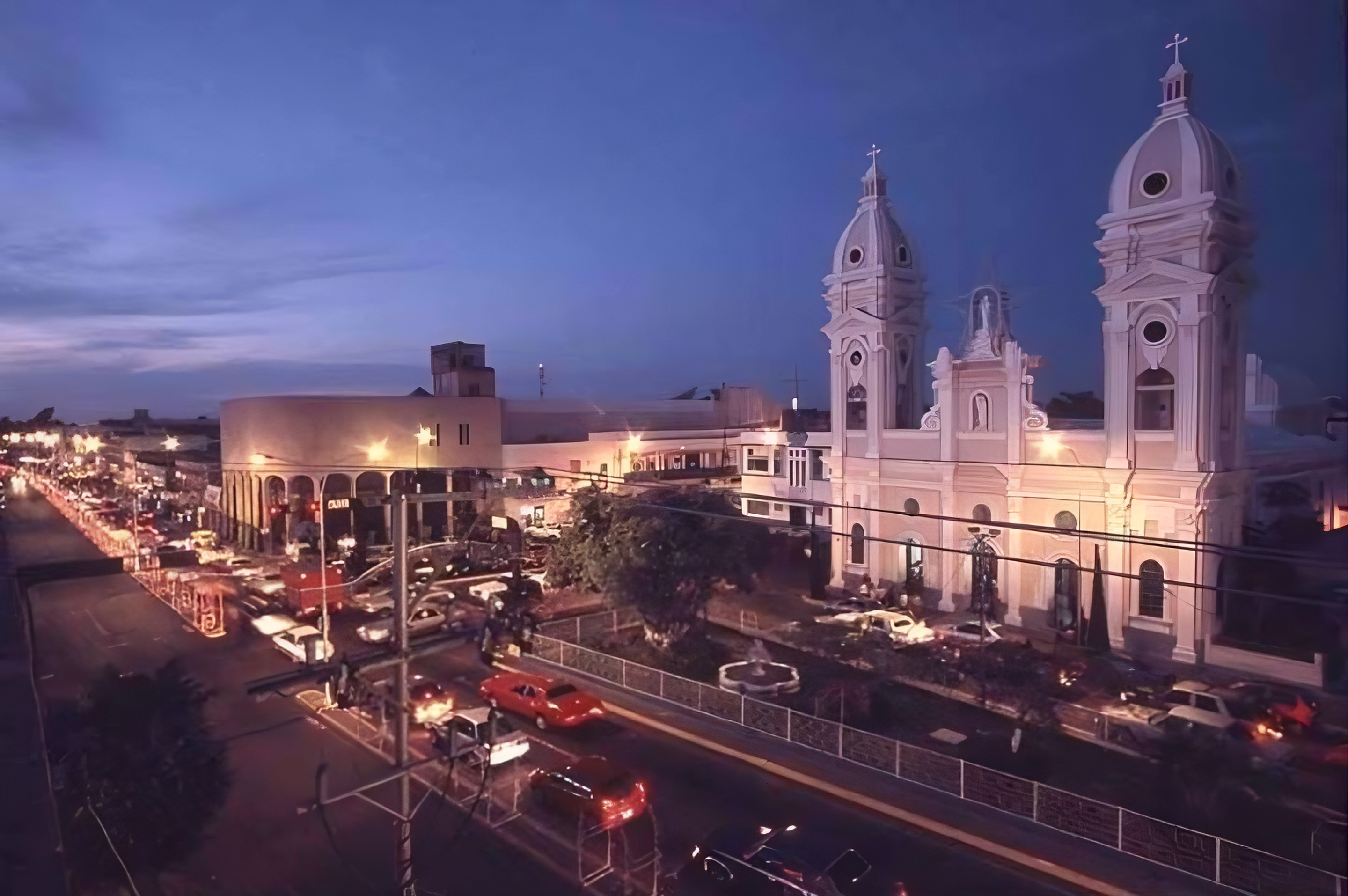
Catedral de Nuestra Señora del Rosario de Cabimas.

- Iglesia de San Juan Bautista, avenida Principal, Sector La Rosa Vieja, fundada en 1953.
- Iglesia Evangélica GILGAL, Av. 31 Sector Bello Monte, Fundada en abril de 1975 por el Apóstol Segundo Herrera
- Iglesia de San Martín de Porres, calle Igualdad, sector Ambrosio.[2]
- Iglesia de San José, avenida Cumaná, Sector Campo América.
- Iglesia Nuestra Señora del Valle Virgen del Valle, avenida 32, Sector Nueva Cabimas.
- Iglesia Corazón de Jesús. Av. Intercomunal sector Las Cabillas.
- Iglesia San Pedro. Av. Principal Las Delicias, con callejón San Benito, sector Delicias Nuevas, fundada en el 2005.
- Iglesia San Francisco de Asís, ubicada en el barrio Francisco de Miranda, fundada en 1988 por el presbítero Ángel Andueza.
- Iglesia Nuestra Señora de Guadalupe, Av. H al lado de la UNERMB.
- Capilla Nuestra Señora de Chiquinquirá. Av. Intercomunal con calle R10.
- Capilla Santa Ana, Av. 34, calle San José.
- Capilla Divina Pastora, Sector R-5.
- Capilla San Judas Tadeo, Urbanización Churuguara.
- Iglesia Nuestra Señora de la Candelaria, Calle San Mateo Barrio el Carmen.
- Iglesia María Inmaculada Concepción. CARRETERA H, Al lado del Instituto Mons. de talavera. fundada hace más de 50 años por las hermanas LAURITAS.
- Iglesia Anglicana Carismática (Catedral Bethabara), Calle Federación con 18 de octubre, sector Tierra Negra.
- Iglesia Cristiana Evangélica Luz del Salvador, Av. Principal de Cabimas con calle Vereda del Lago, al lado del Campo Staff. Fue la Primera Iglesia Evangélica de Cabimas, Fundada el 13 de marzo de 1938.
- Iglesia Católica Reformada de Venezuela "San Patricio", Av. 42, sector Santa Rosa.
- Iglesia Cristiana "Jesucristo es el rey" Av. Intercomunal Sector Bello Monte, Antiguo Local Excalibur.
- Iglesia Cristiana Evangélica "Adonai" Calle urdaneta sector El Carmen 5 Bocas.
- Iglesia Berea Internacional. Las 40 Calle 8 antiguo Supermercado.
- Iglesia Las Buenas Nuevas Cabimas. Carretera K Calle Providencia, Sector las Cinco Bocas.
- Iglesia Cristiana El Renuevo de Dios. Av. CARABOBO urbanización las 40 (conocida como calle de la ferretería el ESTUDIANTE) antiguo club carabobo.
- Iglesia Del Dios Viviente "Columna Invaluarte De La Verdad". Carretera H, Sector H7, Entrada Al Colegio Maranatha.
- Comunidad de Fe "El Palacio del Rey" Cabimas, Av. 32 con Calle San Félix N.º 45 Frente a Camino Nuevo.
- Iglesia Cristiana "Nueva Vida Internacional". Calle curazaito sector R-10.
- Iglesia Comunidad Cristiana "CASA DE DIOS". Carretera «H» con Calle Bomboná, frente a la Urb. Los Laureles. Fundada el 6 de noviembre de 1988. Bendeciré a los que te bendijeren. Gn:12-3.
- Iglesia Cristiana Jesús Roca Eterna.
- Iglesia Comunidad Cristiana "Justicia, Paz y Gozo". Calle 24 de Junio, Sector 26 de Julio.
- Centro Cristiano Cabimas Tiempos de Gloria. av 34 nueva cabimas antiguo club 5 hermanos.
- Congregación Los Justos de Las Naciones (Estudiantes de las Raíces Hebreas de nuestra Fe) : Ubicada en el sector las Delicias, calle San Félix, unos metros más adelante de donde se encuentra la piscina «Laguna Azul».
- La Iglesia de Jesucristo de los Santos de los últimos Días, ubicada en sus tres direcciones: 1) Carretera H, al lado del Centro Comercial Borjas. 2) Carretera H frente al Hotel Buena Vista y 3) Av. 32 sector La Cuchilla del Niño.
- Iglesia Fuente de Vida, Av. 32, al lado de la panadería las 4 A, sector lucero.
- Iglesia Casa de Paz Familias Bajo su Presencia. Av. 32 Sector Barlovento Calle José Antonio Páez al lado de Vida 101.7.
- Confraternidad Cristiana Nueva Jerusalén Cabimas, calle el Rosario, Casco Central.

### Parques, plazas, paseos
Evolución de la Plaza Bolívar de Cabimas:
- Plaza del Templo. Cabimas tuvo su primera plaza pública en 1818, cuando el obispo Rafael Lasso de la Vega aprobó la creación de la parroquia eclesiástica, y ordenó y supervisó la construcción del pueblo y la iglesia en La Rosa como primer centro de Cabimas. El obispo fundador se constituyó en nuestro primer urbanista al trazar la cuadrícula de nueve manzanas de cien varas en cuadro cada una y calles anchas, con iglesia y plaza en el centro. Luego de la destrucción de este primer centro en 1822 por las tropas realistas de Morales, y la extensión del poblamiento hacia el norte con la desaparición de La Misión, ocurrió la mudanza del centro de Cabimas hacia Punta Icotea, donde se encuentra hoy en día.

Allí se reconstruyó el pueblo a partir de 1924 y se volvió a establecer al frente de la iglesia el espacio de la plaza, la cual recibía los nombres de Plaza del Templo, Plaza de la Iglesia o Plaza del Rosario. Este espacio de encuentro llegó a ocupar un lugar tan importante en el imaginario popular, que a partir de entonces se extendió la denominación de «La Plaza» a todo el caserío que se formó en torno a la iglesia en este segundo centro. La plaza era un amplio terraplén con forma de trapecio unido al Camino Real (posteriormente avenida Principal) que comunicaba con La Rosa y Punta Gorda hacia el sur. La plaza también se conectaba con una calle (avenida del Muelle) que conducía hacia el puerto de la costa. Durante cien años el amplio trapecio de La Plaza fue la principal y tal vez la única plaza pública de Cabimas.
- Plaza Juan Crisóstomo Gómez. Hacia 1925 un jefe civil caraqueño de nombre Julio Campbell inauguró una nueva plaza dedicada a la memoria del malogrado hermano del dictador Juan Vicente Gómez. A diferencia de la Plaza del Templo, fue concebida como parque urbano, como una contribución al ornato público por la presencia de árboles de sombra y plantas ornamentales cultivados en su interior. Para este fin se expropiaron casas y terrenos ubicados en una esquina, a la derecha, de la avenida del Muelle con la Principal, en el ángulo noroeste de la Plaza del Templo.

Tenía la forma de un rectángulo dorado, más alargado hacia el lago, con un busto de mármol blanco sobre un pedestal de cemento ubicado en el centro, sobre la confluencia de tres caminerías: dos diagonales y una horizontal con respecto a la avenida Principal. Tenía escaños (bancos) de cemento armado y luz eléctrica. Esta segunda plaza llegó a ser denominada popularmente como Plaza «Juancho» Gómez, «El Parque» o simplemente como «La Placita», para diferenciarla de la otra, la del templo; también llegó a convertirse en símbolo de la tiranía de las autoridades gomecistas a las órdenes de las compañías petroleras trasnacionales. Duró diez años, de 1925 a 1935.
- Plaza Bolívar. El 21 de diciembre de 1935, los cabimeros tomaron desde muy temprano los espacios de las dos plazas públicas, con la intención de deponer a las autoridades gomecistas que se negaban a abandonar la Jefatura Civil luego de la muerte del dictador. También desde muy temprano los gomecistas colocaron un pelotón de veinticinco hombres armados al frente de la Jefatura y como francotiradores, para contener la manifestación. La multitud congregada en la Plaza Juancho Gómez, en el más alto desafío al poder constituido y a sus fuerzas policiales represivas, destruyó lo que hasta ese entonces representaba el símbolo de la corrupción y la tiranía, el blanco busto de Juancho Gómez. Al mismo tiempo colocaron un cuadro del Libertador sobre el pedestal y a partir de ese momento quedó sellado ese espacio como la nueva Plaza Bolívar. Los gomecistas en represalia y acatando las órdenes de las trasnacionales del petróleo de disolver la manifestación con un toque de queda a partir de las ocho de la noche, masacraron a la población indefensa dejando un saldo de treinta y siete muertos (entre los cuales se encontraba un niño de once años) y más de cien heridos, antes de huir cobardemente.

El 20 de febrero del siguiente año se inauguró el busto de bronce del Libertador, elaborado por Villalobos y Compañía con un costo de dos mil bolívares, con un acto especial del Concejo Municipal del Distrito Bolívar. El enriquecimiento del ornato de esta plaza-parque se debe muy especialmente a Eduardo Smilinsky, quien fue presidente de la Junta Comunal de Cabimas en 1941. La Plaza Bolívar fue remodelada en los años 60 durante la gestión de Germán Ríos Linares como presidente del Concejo Municipal, con nuevos pisos de mosaico, jardineras, tarima para las retretas dominicales y hasta un acuario. También se trasladó el busto de 1936 a Puerto Escondido y se colocó un nuevo busto de bronce elaborado en la Escuela Técnica Industrial. Esta plaza fue demolida en 1976 para dar paso a la construcción del nuevo Parque Bolívar, pero se conservaron los árboles y el polígono original de 1925 con forma de rectángulo dorado.
- Plaza del Obrero. En 1953, con la erección de un obelisco entre la Plaza Bolívar y la Prefectura, se inauguró la Plaza del Obrero. El obelisco se erigió como un monumento al obrero caído, por los muertos en accidentes de trabajo en las compañías petroleras. Esta plaza era una especie de redoma para el paso vehicular en torno al obelisco, el cual fue demolido en 1958 luego de la caída de la dictadura de Pérez Jiménez.
- Parque Bolívar. Se anunció su creación como parte del Plan Cabimas, un plan para toda la Costa Oriental del Lago, y dentro del marco de la llamada Renovación Urbana de los años 60 y 70, durante el primer gobierno de Rafael Caldera. A partir de 1973, en el primer gobierno de Carlos Andrés Pérez, se comenzó con la expropiación de casas y edificios comerciales para la ampliación de la Plaza Bolívar. Los comerciantes fueron trasladados al nuevo Centro Cívico en Punta Icotea. Primero se demolieron el Pasaje Sorocaima, el Mercado Municipal y el Comedor Popular, luego las casas y locales comerciales y por último la Plaza Bolívar. Pasó varios años detenida la obra hasta que se inició en firme la construcción el 1 de julio de 1976.

El proyecto del arquitecto Aquiles Asprino, basado en estructuras con forma de rectángulos dorados, incorporaba a este nuevo espacio público una biblioteca pública infantil y juvenil junto al polígono original preservado de la vieja Plaza Bolívar, una fuente de soda, un auditorio abierto en forma de concha acústica, fuentes iluminadas y una nueva estatua en bronce del Libertador de pedestal. Se inauguró con la presencia del presidente de la República el 18 de noviembre de 1978 y con una exposición del pintor Omar Patiño llamada «Cabimas Petroleum Company», homenaje a los personajes populares del casco central. El Parque Bolívar fue remodelado durante el gobierno de Luis Herrera Campins. Se cerró la concha acústica para convertirla en teatro municipal, se cerró también la fuente de soda para convertirla en una galería de arte y se conectó con un bulevar costanero hasta el Centro Cívico en Punta Icotea. Fue registrado en el I Censo del Patrimonio Cultural de la Nación en el 2004 y declarado Bien de Interés Cultural en el 2005. Actualmente la Alcaldía local anuncia la ejecución de un nuevo proyecto de Restitución del Parque Bolívar, obra del reconocido Arquitecto y Artista Plástico de Cabimas Enrique Colina.
La plaza Bolívar se reinauguró parcialmente en el año 2011, con un nuevo monumento al libertador, alumbrado, banderas y bancos.
- Distribuidor El Rosario. Unión entre Av. Pedro Lucas Urribarrí del municipio Santa Rita y la avenida Intercomunal del municipio Cabimas y la avenida Andrés Bello. Tiene paseos y se ha convertido en un lugar para eventos públicos (conciertos, ferias, bailes, etc).
- Distribuidor Nuevo Juan. Unión entre Av. Miraflores, Av. Las Cabillas, carretera J, Av. Cumarebo, Av. Lagoven, y otras calles de Concordia y Campo Blanco. Tiene el monumento al trabajador petrolero obra del escultor local Lucidio González en 1995, que presenta a 2 obreros de 5 metros de altura apretando una válvula.
- Plaza Alí Primera. Calle las flores sector Concordia.
- Plaza El León y la Cruz. Avenida Andrés Bello, sector Ambrosio. Remodelada en 2007.
- Plaza el Mirador. Avenida Andrés Bello, sector El Golfito, frente al hospital Adolfo D'Empaire. Al lado de la Plaza Los Chimbángueles.
- Plaza General Rafael Urdaneta. Avenida Chile, sector Las 50s.
- Plaza La Cruz. Av. 31 con Calle Bolivia, Sector Los Médanos.
- Plaza Las 40s. Entre calles 1 y 2 de Las 40s con calle Carabobo.
- Plaza Los Chimbángeles. Avenida Andrés Bello, sector El Golfito, tiene un monumento a San Benito de Palermo.
- Plaza Miraflores. Calle Carabobo, entre carretera H y Av. Cumaná, sector Miraflores.
- Plaza Delicias Viejas. Carretera H con Av. Intercomunal. Construida en 2007.
- Plaza Cruz de Mayo. Av. Intercomunal. Sector Corito.
- Plaza Juan Crisóstomo Falcón. Calle Las Flores. Barrio Tierra Negra.
- Plaza El Estudiante. Calle Colombia. Sector Ambrosio

## Educación
La matrícula estudiantil en el municipio Cabimas se ubicó en 69 206 estudiantes, de los cuales 13 279 corresponden al nivel inicial, 29 914 a primaria, 22 717 a secundaria, 2735 a educación para adultos y 561 a educación especial, distribuidos en 178 planteles, de los cuales 48 corresponden al nivel inicial, 66 a primaria, 44 a secundaria, 13 a educación para adultos y 7 a educación especial. Aproximadamente, según la Zona Educativa.

## Universidades
- Universidad del Zulia Núcleo Costa Oriental del Lago.
- Universidad Nacional Experimental Rafael María Baralt (UNERMB).[3]
- Instituto Universitario Tecnológico de Cabimas (IUTC, ahora Politécnico).
- Instituto Universitario Politécnico Santiago Mariño.
- Colegio Universitario Monseñor de Talavera.
- Instituto Universitario de Tecnología Readic UNIR.
- Instituto Universitario Juan Pablo Pérez Alfonso. Av. Principal Delicias, sector Delicias Nuevas.
- Politécnico Santiago Mariño.
- Universidad Marcos Ferrer LGBTQ+ del Zulia

## Liceos públicos de la ciudad
- E. T. R. A. «Escuela Técnica Pedro José Hernández» Av. Carabobo detrás del complejo deportivo Venoil. Sector Ambrosio,Urbanización «Las 50».
- E. T. I. Escuela Técnica Industrial «Juan Ignacio Valbuena» Escuela Técnica Industrial Ubicada en la Av. Andrés Bello, Sector Punta Icotea.
- E. T. C.R. «Liceo Hermágoras Chávez».

Ubicado en la calle 14, Urbanización «Las 40», fundado en 1946, en la sede de la Escuela Básica Manuel Méndez, en la Av. Andrés Bello frente a la E.T.I. Se trasladó a su sede actual en 1962. Entre 1955 y 1973, funcionó como instituto de educación media. Entre 1973 y 1988, se implementó el ciclo diversificado en contabilidad, secretariado y mercadeo. Entre 1988 y 1993, funcionó como escuela básica comercial de 7.º a 9.º grados. Entre 1993 y el 2006, funcionó como ciclo diversificado, y se denominó «Liceo Hermágoras Chávez» (como entre 1955 y 1988), con menciones en ciencias, humanidades, secretariado, contabilidad, mercadeo y técnicas de oficina. A la fecha de este artículo, se denomina «E.T.C.R. Hermágoras Chávez», y hace referencia al modelo educativo adoptado actualmente.
En la misma sede, funciona el liceo nocturno Alejandro Fuenmayor y la Aldea Universitaria "Hermágoras Chávez", adscrita a la Misión Sucre.
- Liceo Dr. Jesús Semprún.
- Liceo Bolivariano Jorge Rodríguez.
- Liceo Bolivariano «Alfredo Jahn».
- Liceo Víctor Capó.
- Liceo Julia Añez Gabaldón.
- U.E Liceo Bolivariano «Aristides Urdaneta».
- Liceo Bolivariano Gran Mariscal de Antonio José de Sucre.
- Liceo Bolivariano Manuel Belloso, Urb los Laureles.

## Liceos privados de la ciudad
- U.E. Colegio Mundo de los Niños, cuyo nombre fue reemplazado por el de Isabel Maldonado Blanco (Urbanización Las Palmas).
- U.E. Rosa Mística (avenida principal de delicias).
- U.E. Coquivacoa (avenida principal de la urb. Buena vista).
- U.E. Santa Marta (Carretera K sector la gloria).
- U.E. Colegio Virgen del Rosario (avenida Andrés bello).
- U.E. Privada Dra. Flor Romero (Concordia).
- U.E. Yoly Teresa Murzi (Ambrosio).
- U.E. Esteban Herrera.
- U.E. César Rengifo.
- U.E. Vicente Rojas.
- U.E. Colegio Esteban Herrera.
- U.E. Adventista Libertador.
- U.E. Mi Ángel de La Guarda.
- U.E. Juan XXIII.
- U.E. Yunaira Manzano.
- U.E. Emerio Lunar González.
- U.E. Eloy Palacios.
- U.E. Jesús Aníbal Alfonzo.
- U.E. Señor Jesucristo.
- U.E. Andrés Eloy Blanco, perteneciente a la empresa PDVSA.
- U.E. Privada Maestro Cristóbal Ramon Velásquez II.
- U.E. Dilcia Alejandrina Moreno de Bosso.
- U.E. Armando Suárez Malavé (avenida Andrés Bello).
- U.E. Pedro Julio Maninat, perteneciente a la empresa PDVSA.
- U.E. Profesor Heberto Quintero (anteriormente llamada "Las cúpulas"), perteneciente a la empresa PDVSA.

## Escuelas
- U.E.P COLEGIO Virgen del Rosario
- E.B.E. Salomón García Sierra Sector Monte Claro con calles Libertad y Carretera «L».
- E.B.E. Monseñor Guillermo Briñez.
- E.B.E. Manuel María Padrón.
- E.B.E. Andrés Bello.
- E.P.B. «Bompland». Fundada en 1936 es la escuela más vieja de Cabimas, actualmente en calle Carabobo, Las 40s.
- U.E. «San Patricio».
- E.B. «Electo de Jesús Piña».
- E.B.N «Rafael María Baralt».
- E.P.B «General Rafael Urdaneta».
- Bello Monte.
- U.E. «John F. Kennedy».
- E.B.N «Francisco Lazo Martí».
- U.E «Manuel Méndez». Av. Andrés Bello. Frente a la ETI Juan Ignacio Valbuena. Fundada en 1958.
- E.B.N «Los Laureles».
- E.B.N «Juan Antonio Pérez Bonalde».
- E.N.«CABIMAS».
- E.P.B «San José».
- U.E. «Ramón Hernández».
- E.B.N «Dr. Ramón Reinoso Núñez».
- E.P.B «Francisco de Miranda».
- U.E. «San Vitaliano».
- U.E. «Juan Félix Sánchez».
- E.S.A. «Víctor Lino Gómez».
- E.P. «Estanislao Davalillo».
- U.E. «Dilcia Alejandrina Moreno de Bosso».
- U.E «María Rosa Mística» Las delicias.
- U.E. «Jesús el Mesías» Av. Oriental con carretera «L» Sector el Lucero.
- U.E «Pedro Julio Maninat». Campo Blanco.
- E.P.B «Alida Ojeda de Romero» Corito.
- U.E «Andrés Eloy Blanco».
- E.B «R5».
- U.E.P Juan XXIII.
- E.B.B José Ángel Lamas. Barrio Monte Claro.
- U.E.P Esteban Herrera
- U.E.PLicd "Yunaira Manzano"

## Gastronomía
Cabimas es conocida por sus arepas, llamadas «arepas cabimeras», son arepas asadas que luego se fríen, colocan cortadas en cuadros al fondo del plato donde se sirven y se le agregan arriba de ellas ingredientes como lonjas de queso y jamón como base, carne mechada o pollo, carne en trocitos, cerdo, camarones, según el gusto, verduras como lechuga, aguacate y tomate, un huevo duro hervido cortado en cuatro, mayonesa, ketchup, mostaza, y por último, queso blanco duro rallado encima y trozos de hocico de cerdo, conocido popularmente como «cabeza»; según el gusto del cliente. Este es verdaderamente un delicioso plato típico del cabimero, muy apetecido e impelable por algunos cabimeros que viviendo lejos las añoran y las degustan en todo momento de volver a pisar su querido suelo.
En Cabimas también se pueden encontrar restaurantes de comida Italiana, China y Árabe, además de comida rápida. Las mandocas también es una comida típica de Cabimas, sopa de arvejas en coco también.

## Conjuntos de Gaita Zuliana
- Barrio Obrero de Cabimas.
- Gran Coquivacoa.
- La Gaita Del Tiempo Viejo
- La Vieja Máquina
- Los Verduguitos de Cabimas
- Gaiteros de la 19

## Fiestas patronales

### Feria del Rosario
Celebrada el 7 de octubre de cada año, con elección de reina, conciertos en vivo, procesión de la Virgen del Rosario, exposición de la Cámara de Industria y Comercio de Cabimas (EXPOCAICOC), atracciones mecánicas, bandas civiles y desfiles. Anteriormente conocida como fiesta del retorno a Cabimas, desde 1980 recibe el nombre de Feria del Rosario.
La devoción a la Virgen del Rosario fue traída por la señora Juana Villazmil, quien en 1829 donó la iglesia de nuestra señora del Rosario que fue la primera iglesia de Cabimas. En 1840 dicha iglesia fue elevada a parroquia y en 1965 a catedral con la creación de la diócesis de Cabimas y la ordenación de su primer obispo.

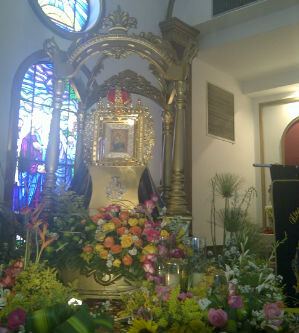
Virgen del Rosario Patrona de Cabimas.

### Fiesta de San Benito de Palermo
El origen de la festividad y culto a San Benito se rastrean hasta el reventón del Barrosos Nro II, ya que una vez ocurrido el reventón entre los días 14 al 22 de diciembre, los techos de las casas vecinas que eran de palma, estaban saturados de hidrocarburo y se temía que una chispa generara una tragedia y los esfuerzos de los petroleros por colocar un cabezal para controlar el pozo habían sido infructuosos, se cuenta que uno de los capataces solicitó permiso para bailar el santo frente al pozo para que este cesara de brotar, ante el fracaso de los intentos anteriores se le dio finalmente le permiso y sucedió que antes de 15 minutos, el pozo se había derrumbado cerrando el flujo y permitiendo la colocación del cabezal, con lo cual se instauró a partir de esa fecha la festividad de San Benito, a fines del siglo XX y con el crecimiento demográfico de la ciudad la festividad fue cambiada de fecha y dividida en dos fechas.
San Benito de Palermo es uno de los pocos santos negros del santoral católico celebrado en Cabimas con 2 procesiones, una desde la catedral al estadio de la Misión por la avenida Andrés Bello, y otra desde la catedral por la calle Independencia y la avenida Principal de la Rosa, hasta la iglesia Parroquial de la Rosa, el 27 de diciembre y 6 de enero de cada año. Una procesión en cada fecha, cada año se rotan la fecha de cada una.

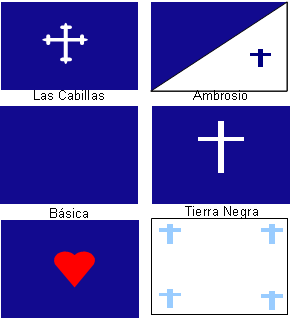
Banderas de algunas sociedades de vasallos de San Benito de Cabimas.

La procesión va acompañada de gente bailando, música de tambores Chimbángeles, Banderas Azules, Maracas y Pitos, existen varios grupos de Chimbángeles profesionales y todos salen esos días. La procesión involucra 300.000 personas, siendo la mayor en el Zulia (de San Benito, que también es festejado en Tasajeras, Ciudad Ojeda; Puerto Escondido, municipio Santa Rita; Bobures y Gibraltar por citar ejemplos). Es una de las fiestas más numerosas y más arraigadas en toda la ciudad y es más numerosa que las demás ferias de todo el país.

## Museos, centros culturales, bibliotecas
- Casa de la Cultura de Cabimas. Calle Rosario con calle Rotaria, al lado de una sede de la UNERMB. Allí funciona la biblioteca pública municipal y el museo arqueológico, con restos de las culturas indígenas, la época colonial y los inicios de la época petrolera. Es además escuela de danza, teatro, banda civil y centro literario (donde se reúne la sociedad de escritores de Cabimas). En el recinto de la Casa de la Cultura también funciona el «Núcleo Cabimas» perteneciente al Sistema Nacional de Orquestas, donde se imparten clases de música a niños y jóvenes quienes comparten sus experiencias en el contexto de la orquesta sinfónica.
- Escuela de Artes Plásticas Pedro Oporto. Al lado de la casa de la cultura, bajo la dirección del Artista Plástico Régulo Rincón, se dictan clases de Pintura y Escultura.
- Casa Museo Margarita Soto. Avenida Andrés Bello, sector Punta Icotea. Era la residencia de la Partera y Pintora Margarita Soto, recordada en la canción de Gran Coquivacoa Punta Icotea, se exhiben algunas de sus obras.
- Museo Arqueológico de Cabimas. Calle Rosario, frente a Automotriz Cabimas. Está ubicado en la sede de la Dirección Municipal de Cultura.
- Fundación Casa de los Niños. Atrás  de la cátedra, parroquia Carmen Herrera, Av. Muelle, Calle Bolívar, al lado de Cantv, frente la venta de repuesto. Donde dan clase de dibujo y arte, caligrafía, danza y danzas llaneras, club de ajedrez José Raúl Capablanca, escuelita, grupo de gaita donde enseñan tambora, furruco, piano, cuatro, clases particulares: matemática, inglés, geografía, etc., donde hay obras y mucho más.  Director: José Ruiz.

## Medios de comunicación

### Televisión
- TV COL. Fue un canal de Televisión Cabimense que Funciono dentro de la señal de Intercable, hasta su cierre de transmisiones.
- OMEGAVISION CANAL 40 UHF. Canal de corte cultural y cristiano en señal abierta, ubicado en el Sector 26 de Julio.

### Estaciones de radio
- Suprema 93.1 FM - Carretera L, con Av. 32
- Xtrema 98.9 FM - Carretera H. Centro Comercial Borjas.
- Radio Libertad 620 AM. - Centro de Cabimas, frente a la Catedral de Cabimas.
- Favoritas 97.9 FM - Av. Andrés Bello, frente a la escuela Manuel Méndez, al lado del Colegio Virgen del Rosario.
- Fiesta 101.1 FM - Sector Ambrosio.
- Unión Radio 90.5 FM - CC Galerías La Fuente.
- Alfa 99.9 FM - Complejo Luz del Mundo, 26 de julio.
- Costa 105.5 FM - Av. Miraflores, a 50 metros del Destacamento de la Guardia Nacional.
- Exitosa 92.7 FM - Av. 32, Sector Campo Lindo.
- BARALT 92.1 FM - A. Intercomunal, sector Bello Monte, Quinta La Ghirlandina, sede despacho rectoral de la UNERMB.
- Buenísima 106.3 - av principal, en el Hotel Europeo.
- Vida 101.7 FM Sector Barlovento al lado de la Iglesia Casa de Paz
- Gilgal Stereo 102.7 Fm Barrio 12 de Octubre Av 31 Sector Bello Monte, Esquina caliente, Sede de la iglesia Evangélica Pentecostal Gilgal
- Copaiba 104.7 FM - Sector Bello Monte, Barrio 12 de Octubre, Calle Zulia.
- LB 88.9fm estación radial ubicada en la parroquia la rosa sector la montañita.
- Voz de Vida 96.5 Fm - Calle Cumana con Av. Miraflores
- Radio Extra - Emisora Online

### Prensa
PANORAMA, EL REGIONAL y LA VERDAD.

### Prensa digital
- Noticias Col

## Cabimas en la cultura
- Mene. (1936). Ramón Díaz Sánchez. Novela cuya trama se desarrolla en Cabimas.
- Memorias de un Cabimero (1994) Eudomario Castillo Clavel. Relato del testimonio de una familia de las primogénitas provenientes de Maracaibo que poblaron lo que hoy conocemos como Cabimas.

## Deportes
- Tigres Cabimas Rugby Football Club es el equipo de rugby de la ciudad de Cabimas el cual poco a poco ha ido mejorando desde que el año 2008 debutaran en la liga nacional como equipo favorito después de haberle ganado a equipos como el Maracaibo y el Trujillanos entre otros. Ganador de copa de plata «Batalla de Lago» 2006. El equipo Tigres de Cabimas en el año 2009 logró clasificar por primera vez a segunda ronda de la liga nacional de Venezuela, exhibiendo el potencial que traen estos jóvenes. Muchachos que con dedicación y entrega en la cancha han logrado poner en alto el nombre de Cabimas siendo el segundo equipo del Zulia en clasificar a una segunda ronda y quedando subcampeones del Campeonato Venezolano de Rugby en el 2012, 2013 y 2017.
- Proyecto Caciques Cabimas Rugby Football Club Este nuevo proyecto que desea impulsar el club nace en vista de la masiva asistencia que han tenido los juegos nacionales de rugby en la región, de la necesidad de crear espacios para muchos jóvenes los cuales no se han sentido involucrados en el desarrollo tanto cultural como deportivo de la ciudad, que ayuda a desarrollar el sentido de pertenencia que muchas veces olvidamos. El proyecto “CACIQUES”, está conformado por más de 30 participantes en edad libre y esperamos que esta cifra siga aumentando, este equipo ha permitido comenzar a difundir el deporte dentro de las instituciones educativas del municipio Cabimas así mismo hacemos un llamado a todos los jóvenes o adultos que deseen participar en el crecimiento del deporte en su región acercarse a las instalaciones del estadio La Salina de lunes a viernes desde las 4:30 p. m. y a las instituciones que hagan parte de este gran equipo que conforman los CACIQUES. Caciques Cabimas Rugby Football Club, apoyado por jugadores y entrenadores de Tigres Cabimas.
- El equipo de fútbol de campo LIDEVIES, F.C., fundado el 20 de agosto de 1987, en el barrio Delicias Viejas, por Levy Darío Villegas. El equipo ha ganado ocho campeonatos municipales y estadales. Jugadores nativos de Cabimas han sido miembros: José Montilla, José Gamboa, Carlos Torrealba. Jimmy Torrealba, Eliemil Ramírez, Jhoadry Rodríguez, Juan Carlos Pérez, Miguel Vivas, José Linarez, José Meléndez, Iver Marcanos, José Talavera, Leonel Borjas, entre otros del municipio y estado Zulia.
- Equipo de fútbol campo Femenino CABIMAS FC, quienes debutan por primera vez en el fútbol profesional en la Liga Femenina de Venezuela «II Copa Harina Pan» 2012.

El equipo está conformado por jóvenes estudiantes de distintas casas de estudios y de distintas edades, residentes de los Municipios Cabimas y Maracaibo. Las jóvenes entrenan en el campo de fútbol «Br. Julio García» Núcleo Humanístico de la Universidad del Zulia (LUZ), así como también en el estadio Venoil de Cabimas. Los entrenamientos están a cargo de la DT. del equipo Marbelys Mora y del prof. Rodolfo Pérez entrenador de LUZ.
- La ciudad fue la sede del extinto equipo Petroleros de Cabimas en la Liga Venezolana de Béisbol Profesional en la que participaron en 4 temporadas (1991-95), su sede era el estadio municipal Víctor Davalillo, ubicado en el sector las 40s, actualmente la franquicia la ocupa el equipo Bravos de Margarita.

Principales Instalaciones deportivas
- Estadio de Béisbol Víctor Davalillo. Calle Chile. Sector Las 40s.
- Estadio de Béisbol Nido de los Pájaros. Sector El Golfito.
- Estadio de Béisbol Pequeña Liga LUZ Cabimas. Av. Universidad.
- Estadio de Softbol David Romero. Av. Carabobo. Sector Miraflores.
- Estadio de Concordia. Av. Miraflores. Sector Concordia.
- Estadio Las Cúpulas. Sector Las Cúpulas.
- Complejo deportivo Venoil. Calle Chile. Sector Ambrosio Sede de los Tigres de Cabimas.
- Estadio de béisbol y Softbol Eugenio «Pelón» Salazar Urb Los Laureles Sec 5.
- Estadio de béisbol Pequeñas Ligas San Benito. Av. Andrés Bello. Sector La Misión.
- Estadios de béisbol Pequeñas Ligas La Rosa. Av. Principal La Rosa.

## Personajes destacados
Hernán Alemán Político Venezolano y Diputado de la Asamblea Nacional hasta su fallecimiento.
Migbelis Castellanos Reina de Belleza y Modelo Venezolana coronada Miss Venezuela 2013 y Nuestra Belleza Latina 2018.

El cantante del género vallenato Jean Carlos Centeno es natural de esta ciudad.

## Alcaldes
| Período         | Alcalde                    | Partido/Alianza | Notas                                                                            |
| --------------- | -------------------------- | --------------- | -------------------------------------------------------------------------------- |
| 1989-1993       | Hernán Alemán              | AD              | Primer alcalde electo bajo elecciones directas                                   |
| 1993-1996       | Hernán Alemán              | AD              | Reelecto                                                                         |
| 1996-1999       | Noé Acosta                 | LCR             |                                                                                  |
| 1999-2000       | Hernán Alemán              | AD              | Da continuidad a su mandato con motivo de las elecciones adelantadas en el 2000. |
| 2000-2004       | Hernán Alemán              | AD              |                                                                                  |
| 2004-2008       | Hernán Alemán              | AD              |                                                                                  |
| 2008-2012       | Félix Bracho               | PSUV \| GPP     |                                                                                  |
| 2013-2017       | Félix Bracho               | GPP             | Reelecto                                                                         |
| 2017-2021       | Pedro Duarte               | GPP             |                                                                                  |
| 2021-2024       | Nabil Maalouf              | MUD - UNT       |                                                                                  |
| 2024-actualidad | Ramón Chirinos (encargado) | MUD - UNT       |                                                                                  |

## Ligas externas
- Wikimedia Commons alberga una categoría multimedia sobre Cabimas.

- Datos: Q723588
- Multimedia: Cabimas / Q723588
- Guía turística: Cabimas